# Chalva Kikodzé
Chalva Kikodzé (en géorgien : შალვა ქიქოძე), né le 27 mai 1894 à Bakhvi, à l'époque dans l'ouïezd d'Ozourguéti du Gouvernement de Koutaïssi dans l'Empire russe) et mort le 7 novembre 1921 à Fribourg (Allemagne), est un peintre expressionniste géorgien, artiste graphique et décorateur de théâtre. Il est considéré comme une figure clé de l’art géorgien du début du XXe siècle, avec Lado Goudiachvili et David Kakabadzé. 

## Biographie
Après avoir terminé ses études secondaires au lycée de Tiflis, il entreprend de 1914 à 1918, à Moscou, parallèlement des études de droit à l’Université et des études d’art à l’École de peinture, de sculpture et d'architecture. Il publie ses premières caricatures dans une revue -« Рампа и жизнь »- et produit ses premières décorations pour le théâtre -« Летучая мышь »-.
En 1916, il conduit une expédition dans le village géorgien de Nabakhtevi et effectue des copies des décorations murales de l’église du XVe siècle. 
En 1918 et 1919, il devient décorateur au Théâtre de Guiorgui Djabadari à Tiflis,  et en  décembre 1919 il est envoyé à Paris pour poursuivre ses études. Il retrouve à Montparnasse Lado Goudiachvili et David Kakabadzé, et expose en 1921 à la galerie La Licorne.  
Une maladie pulmonaire le contraint à des soins intensifs et il est envoyé dans la station thermale de Fribourg, où il meurt à l’âge de 27 ans : il y est inhumé. 

## Principales œuvres
- Khevsoureti, 1920.
- Jardin du Luxembourg, 1920.
- Femme gourienne avec une jarre à la main, 1921.
- Femme adjare voilée, 1921.
- Au restaurant, 1921.
- La fête en Géorgie, 1920.

La plupart de ses œuvres sont aujourd’hui au Musée des beaux-arts de  Tbilissi.